# Jesús Carranza, Puebla
Jesús Carranza är en ort i Mexiko.   Den ligger i kommunen Oriental och delstaten Puebla, i den sydöstra delen av landet, 170 km öster om huvudstaden Mexico City. Jesús Carranza ligger 2 364 meter över havet och antalet invånare är 361.
Terrängen runt Jesús Carranza är platt åt sydväst, men åt nordost är den kuperad. Terrängen runt Jesús Carranza sluttar västerut. Runt Jesús Carranza är det ganska tätbefolkat, med 96 invånare per kvadratkilometer. Närmaste större samhälle är Zacatepec, 3,5 km nordost om Jesús Carranza. Omgivningarna runt Jesús Carranza är en mosaik av jordbruksmark och naturlig växtlighet.